# Barzago
Barzago é uma comuna italiana da região da Lombardia, província de Lecco, com cerca de 2.451 habitantes. Estende-se por uma área de 3 km², tendo uma densidade populacional de 817 hab/km². Faz fronteira com Barzanò, Bulciago, Castello di Brianza, Cremella, Dolzago, Garbagnate Monastero, Sirone, Sirtori.

## Demografia
| Variação demográfica do município entre 1861 e 2011                               |
|                                                                                   |
| Fonte: Istituto Nazionale di Statistica (ISTAT) - Elaboração gráfica da Wikipedia |